# Halearcturus serrulatus
Halearcturus serrulatus is een pissebed uit de familie Arcturidae. De wetenschappelijke naam van de soort is voor het eerst geldig gepubliceerd in 1904 door Whitelegge.